# Euphorbia abdelkuri
Euphorbia abdelkuri là một loài thực vật thuộc họ Euphorbiaceae. Đây là loài đặc hữu của Yemen. Môi trường sống tự nhiên của chúng là vùng nhiều đá.

## Hình ảnh

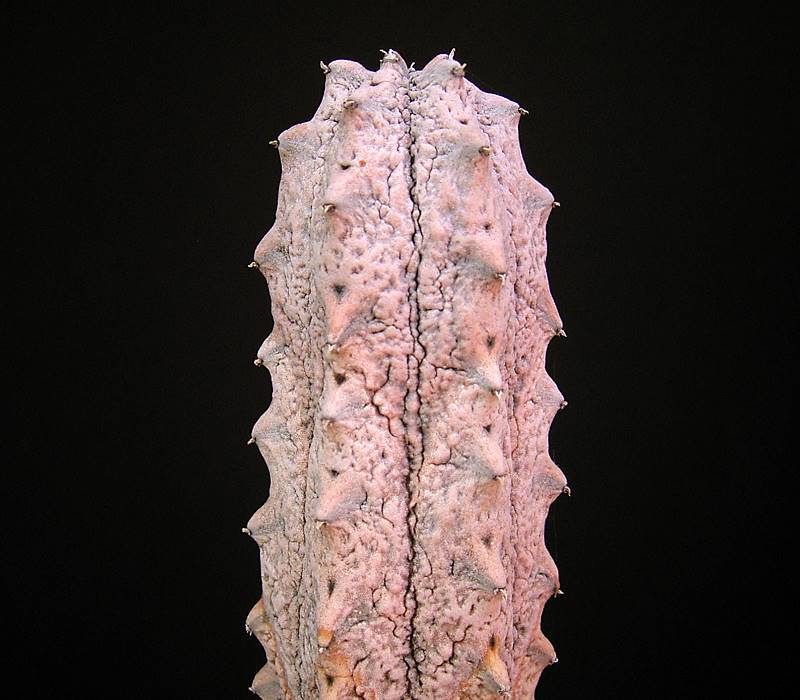
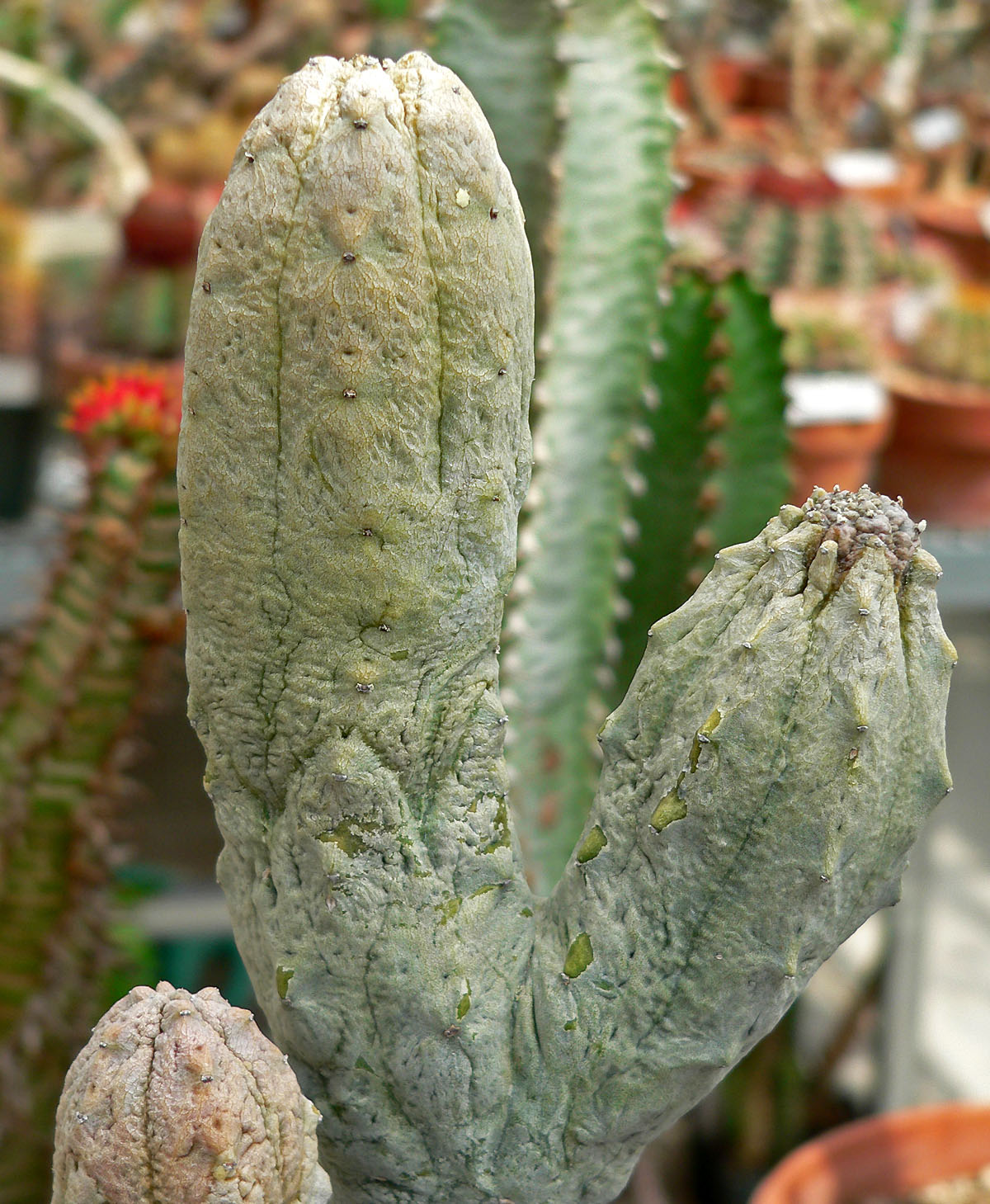
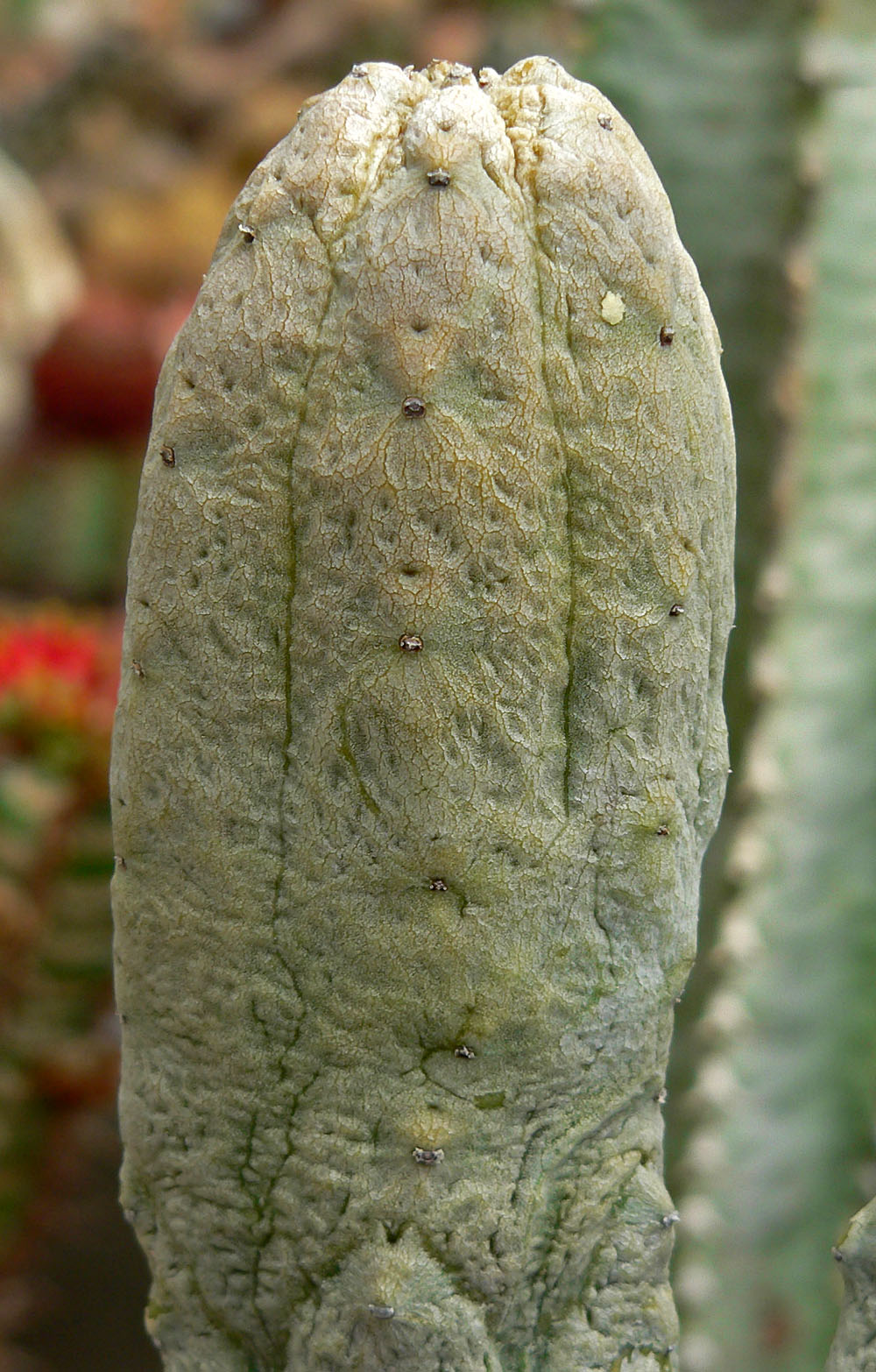